# Saint-Lin–Laurentides
Saint-Lin–Laurentides – miasto w Kanadzie, w prowincji Quebec, w regionie Lanaudière i MRC Montcalm. Miasto powstało w marcu 2000 roku poprzez połączenie gminy Saint-Lin oraz miasta Laurentides.
Liczba mieszkańców Saint-Lin–Laurentides wynosi 14 159. Język francuski jest językiem ojczystym dla 96,9%, angielski dla 1,5% mieszkańców (2006).